# Годинес Гомес де Батиста, Элиса
Эли́са Годи́нес Го́мес де Бати́ста (исп. Elisa Godinez Gomez de Batista; 2 декабря 1900, Вереда-Нуэва, провинция Гавана, Куба — 7 декабря 1993, Уэст-Палм-Бич, Флорида, США) — первая супруга президента Кубы Фульхенсио Батисты. Первая леди Кубы с 1940 по 1944 год.

## Биография

### Ранние годы
Элиса Годинес Гомес родилась в небольшой деревне Вереда-Нуэва в провинции Гавана в 1900 году. Она была одним из девяти детей Салустиано Годинеса-и-Кордобы и его жены Консепсьон Гомес-и-Акосты. В 1921 году, когда Салустиано предложили работу в психиатрической больнице города Вахай, известной как «Масорра», семья переехала в Вахай, однако вскоре перебралась в Калабасар. Здесь Элиса родила сына Феликса Вальдеспино-и-Годинеса (1922—1988). Кто был отцом ребёнка, неизвестно.

### Замужество
Будучи в Вахае, Годинес познакомилась с молодым военным Фульхенсио Батистой. 10 июля 1926 года состоялась их свадьба. За двадцать лет брака Элиза родила ему троих детей: Мирту Каридад (1927—2010), Фульхенсио Рубена (1933—2007) и Элису Алейду (р. 1941). Кроме того, у Батисты была родная и признанная им дочь от другой женщины, Фермина Ласара Батиста-и-Эстевес, родившаяся в 1935 году.
Ещё до развода с Элисой Фульхенсио Батиста вступил в отношения с Мартой Фернандес Мирандой, которая впоследствии стала его второй супругой. В 1946 году он официально расторг брак с первой женой. В браке с Мартой у Батисты появилось ещё пятеро детей.

### Последние годы
Элиса Годинес провела последние годы своей жизни в США. Она умерла во Флориде в 1993 году. Их общий с Батистой внук Рауль Кантеро III, сын Элисы Алейды, ныне — судья Верховного суда Флориды.